# Amanda Borden
Amanda Borden (Cincinnati, Ohio, 10 de mayo de 1977) es una gimnasta artística estadounidense, campeona olímpica en 1996 en el concurso por equipos.

## Carrera deportiva
En el Mundial de Dortmund 1994 gana la plata en el concurso por equipos, tras Rumania y por delante de Rusia (bronce).
En los JJ. OO. de Atlanta (Estados Unidos) de 1996 gana el oro en el concurso por equipos —por delante de Rusia (plata) y Rumania (bronce)—, siendo sus compañeras de equipo: Amy Chow, Dominique Dawes, Shannon Miller, Dominique Moceanu, Jaycie Phelps y Kerri Strug.